# أحمد الهندي
السيد أحمد الموسوي هندي (1800–1869 م) كان رجل دين شيعي اثني عشري. وهو الجد للمرشد الأعلى للجمهورية الإسلامية الإيرانية، روح الله الخميني من جهة الأب؛ يرجع نسبه لموسى الكاظم، حفيد النبي محمد.

## السيرة

### الهند
هاجرت عائلته نحو نهاية القرن الثامن عشر من نيسابور في إيران إلى أود في شمال الهند. واستقروا في بلدة كينتور، في منطقة بارابانكي. إن زين العابدين الموسوي، جد سادة كينتور، هو الجد الأكبر للسيد أحمد. وُلِد في كينتور.

### العراق
غادر الهند بشكل دائم في حوالي عام 1830، في البداية في رحلة زيارة إلى قبر علي بن أبي طالب في النجف بالعراق. وفقًا لموين، كانت هذه هجرة تهدف إلى الهروب من الحكم الاستعماري.

### إيران
زار إيران في عام 1834 واشترى منزلًا في خمين. وفي وقت لاحق اشترى المزيد من الأراضي في خمين وما حولها، بما في ذلك بستان وخان. ظلت هذه الممتلكات مملوكة للعائلة حتى العصر الحديث.
بحلول عام 1841 كان قد تزوج من ثلاث زوجات: شيرين خانوم، وبيبي خانوم، وسكينة (شقيقة صديقه يوسف خان كاماريهي)، وجميعهن من خمين. كان لديه خمسة أطفال، بما في ذلك ابن اسمه مصطفى (والد روح الله الخميني)، الذي ولد في عام 1856 من سكينة.

## الوفاة
تُوفي سنة 1869 ودُفن في كربلاء.

## النسبة
واستمر يُعرف بالنسبة (اللقب) الهندي (أي من الهند أو الهند)، في إشارة إلى إقامته هناك. حتى أن روح الله الخميني استخدم نسبة الهندي كاسم مستعار في بعض غزلياته. كان شقيق روح الله الخميني معروفًا باسم نور الدين هندي. وقد استخدم أيضًا نسبة موسوي، بسبب نسبته لموسى الكاظم.

## طالع أيضًا
- عائلة الخميني